# Danay García

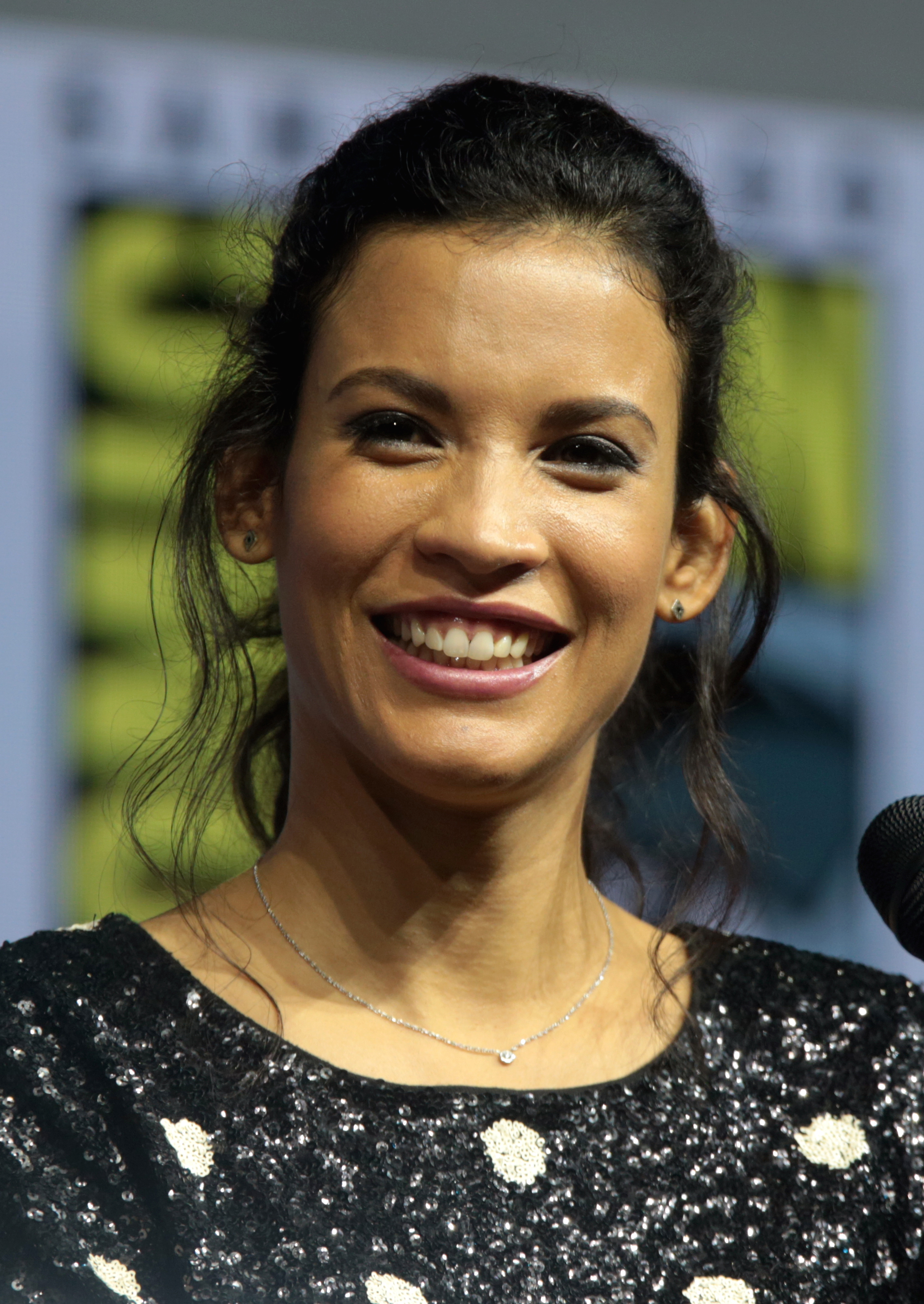
Danay García auf der Comic-Con in San Diego im Juli 2018

Danay García (* 5. Juli 1984 in Havanna) ist eine kubanische Schauspielerin. Bekannt wurde sie vor allem durch ihre Rolle der Sofia Lugo in der erfolgreichen US-Serie Prison Break.

## Lebenslauf
García wuchs in Havanna auf und fing mit 13 Jahren an Ballett zu tanzen. Durch einen Freund angeregt, entschied sie sich, eine Karriere in der Unterhaltungsbranche zu starten.

## Filmografie
- 2006: Visions – Die dunkle Gabe (Danika)
- 2007: CSI: Miami (Fernsehserie, Folge 5x14)
- 2007: Havana, Habana
- 2007–2009: Prison Break (Fernsehserie, 15 Folgen)
- 2009: CSI: NY (Fernsehserie, Folge 5x16)
- 2009: The Cleaner (Fernsehserie, Folge 2x12)
- 2009: From Mexico with Love
- 2010: Peep World
- 2011: Rehab
- 2011: Cenizas eternas
- 2012: Choices (Kurzfilm)
- 2013: Supernatural (Fernsehserie, Folge 8x14)
- 2013: Liz in September (Liz en Septiembre)
- 2013: Man Camp
- 2015: Boost
- 2016–2023: Fear the Walking Dead (Fernsehserie, 98 Folgen)
- 2017: Sniper: Homeland Security (Sniper: Ultimate Kill)
- 2017: Hawaii Five-0 (Fernsehserie, Folge 8x08)
- 2017: Havana, Habana
- 2017: Avenge the Crows
- 2020: 50 States of Fright (Fernsehserie, 3 Folgen)
- 2021: Spiked
- 2021: Baby Money